# Hoffelt
Hoffelt (en luxemburguès: Houfelt; alemany: Hoffelt) és una vila de la comuna de Wincrange, situada al districte de Diekirch del cantó de Clervaux. Està a uns 56 km de distància de la ciutat de Luxemburg.

## Història
Hoffelt formava part de la comuna de Hachiville fins a l'1 de gener de 1978 quan es va fusionar per formar la nova comuninade Wincrange.